# Bled
Bled es una población situada a orillas del lago Bled y ubicada en los Alpes Julianos en la zona noroccidental de Eslovenia. Se encuentra a pocos kilómetros al sur de la frontera con Austria y a unos 50 kilómetros al noroeste de la capital del país, Liubliana. Bled tiene 11.300 habitantes, según el censo de 2002, 5.164 en el pueblo mismo.
Bled es especialmente famoso por su lago glacial, el cual atrae a numerosos turistas durante todo el año. En los bosques circundantes hay varios castillos e iglesias. Desde el castillo de Bled, se puede tener una vista panorámica muy disfrutada por los turistas.
Como centro turístico ofrece en la actualidad una gran variedad de actividades deportivas, como el golf, la pesca, la equitación y el senderismo en las montañas de los alrededores.
La presencia cercana al norte de los Alpes Julianos, además de favorecer tanto el turismo estival como el de invierno, posibilita un clima más suave, al proteger la zona de los vientos fríos del norte. Debido a su agradable clima la región ha sido históricamente un importante centro de recreo y salud, siendo visitada con frecuencia por la aristocracia europea.

## Imágenes

Bled
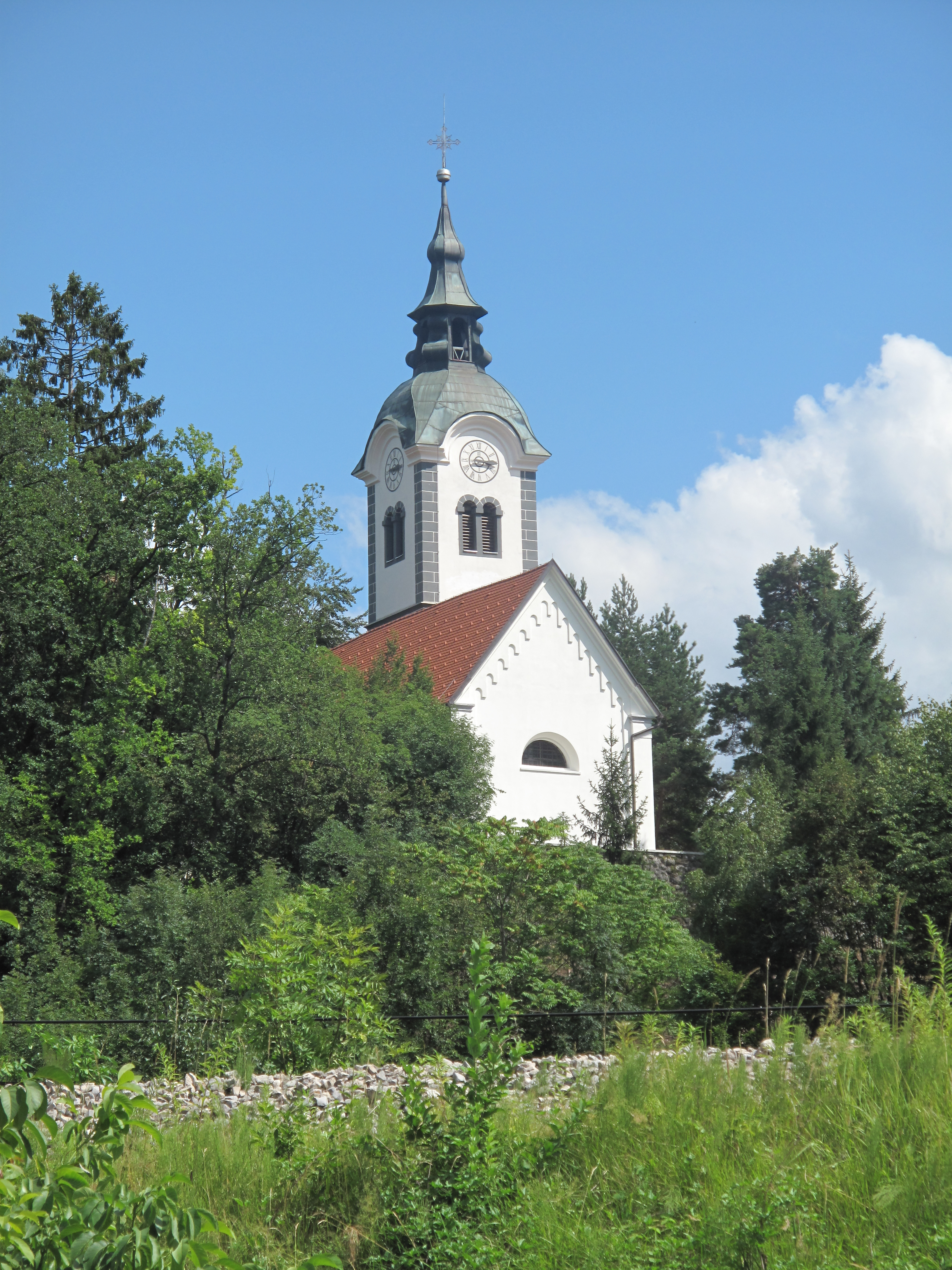
Bled, iglesia
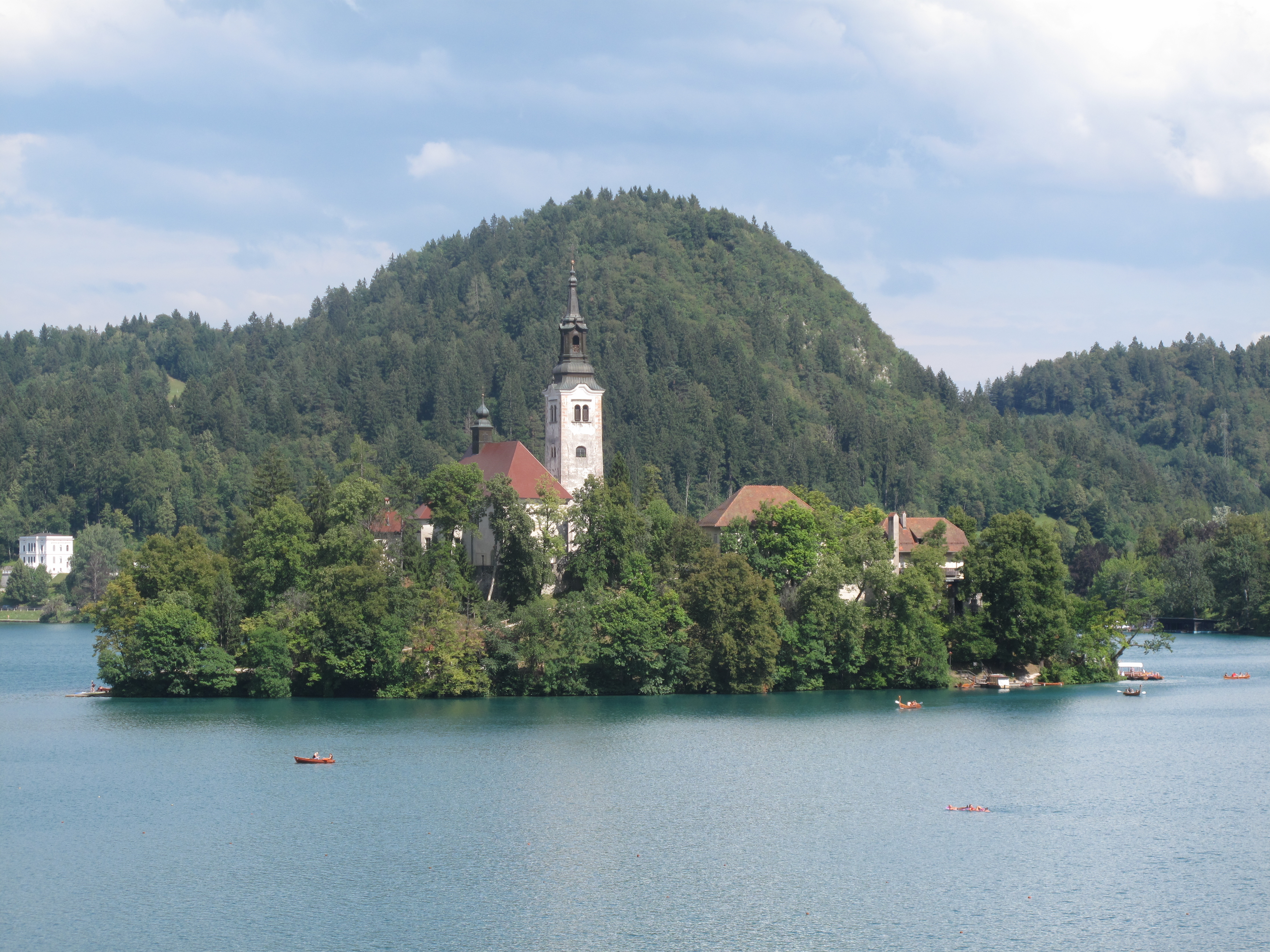
Bled, iglesia en la isla
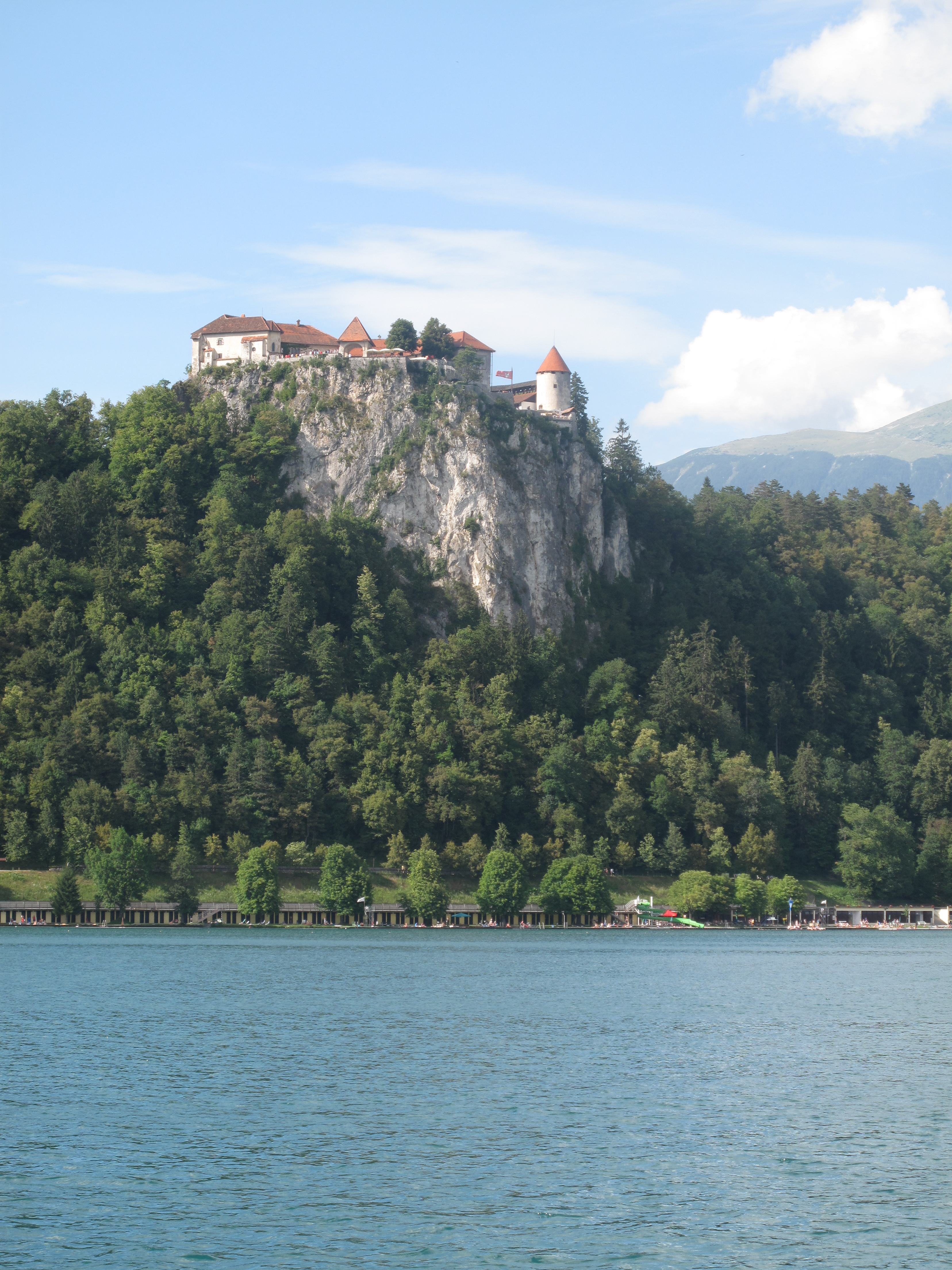
Bled, Castillo
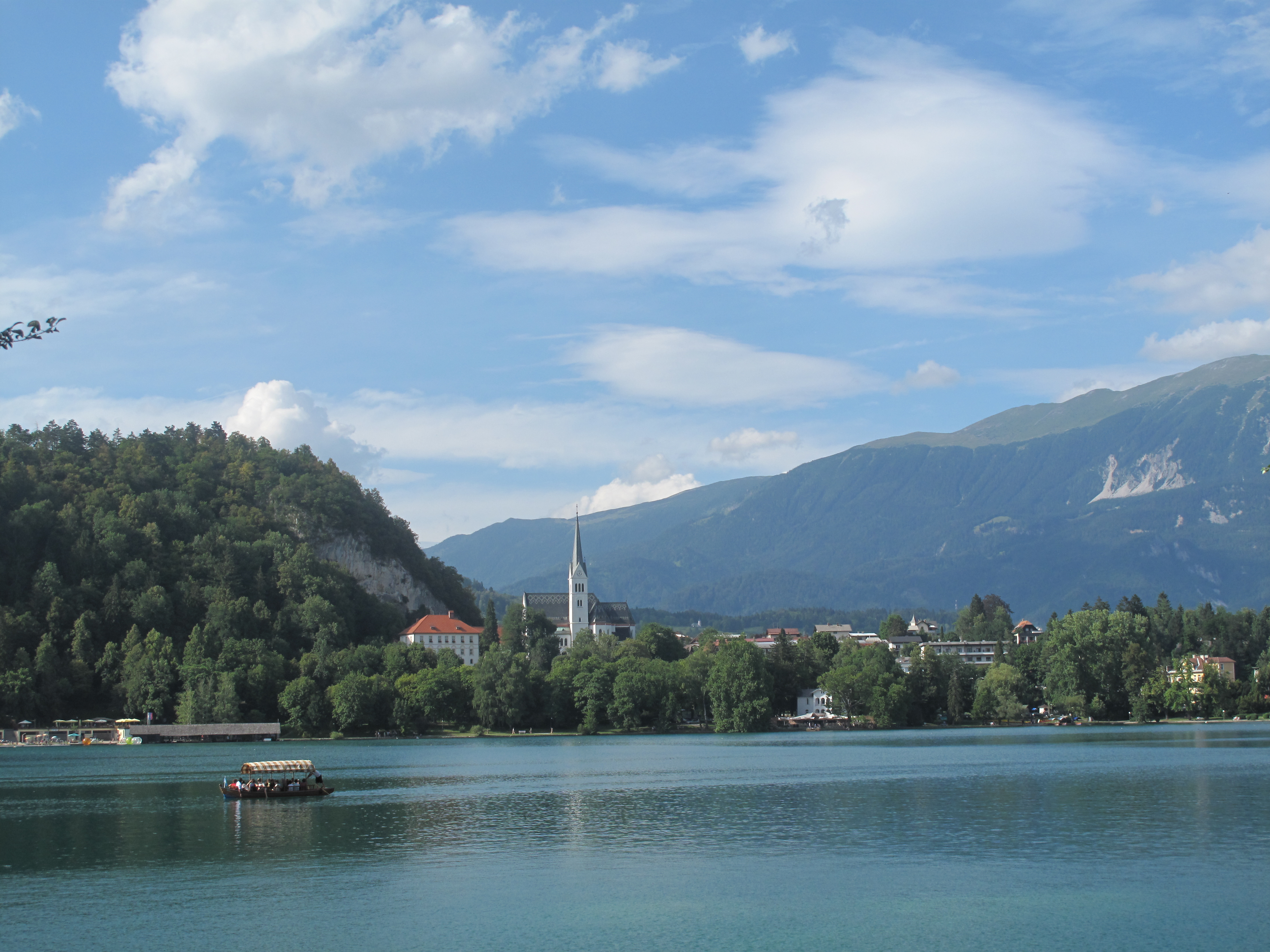
Bled, Iglesia en la ciudad
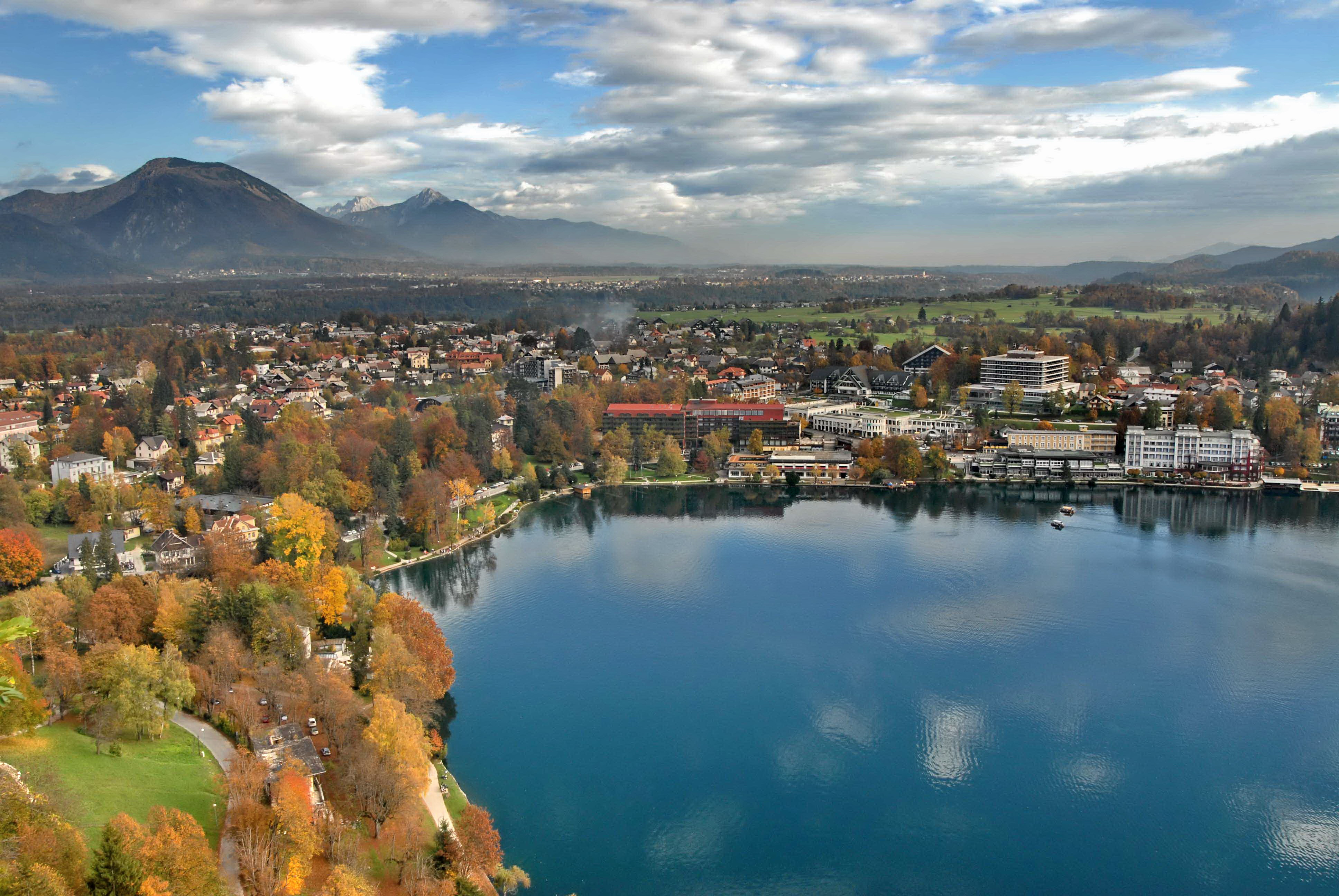
Vista de Bled desde el Castillo
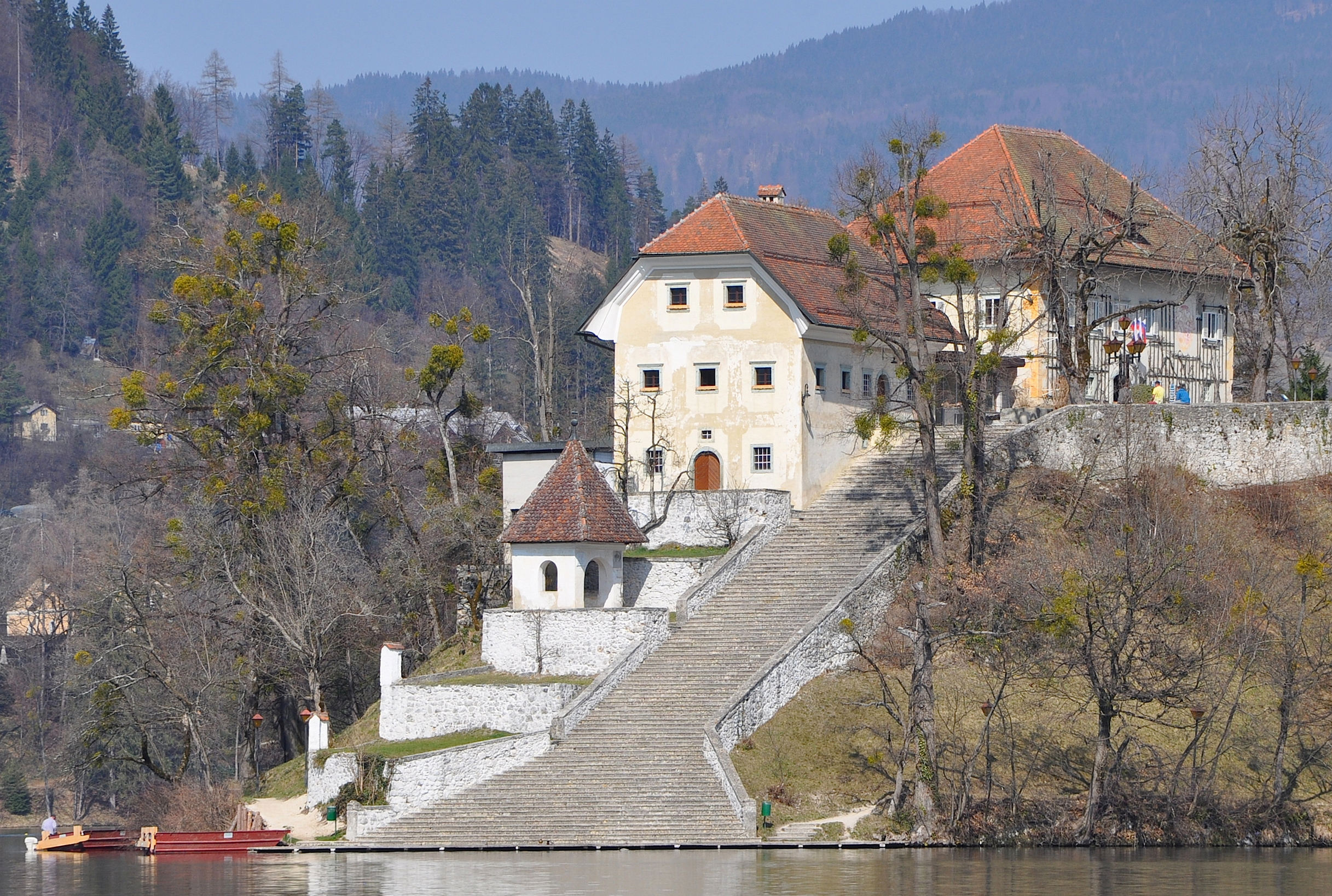
Escalera de la isla